# Joseph Meli
Joseph Meli (Lethbridge, 20 de marzo de 1956) es un deportista canadiense que compitió en judo. Ganó dos medallas en los Juegos Panamericanos en los años 1979 y 1987, y tres medallas en el Campeonato Panamericano de Judo entre los años 1980 y 1985.

## Palmarés internacional
| Juegos Panamericanos    | Juegos Panamericanos          | Juegos Panamericanos | Juegos Panamericanos |
| Año                     | Lugar                         | Medalla              | Categoría            |
| ----------------------- | ----------------------------- | -------------------- | -------------------- |
| 1979                    | San Juan (Puerto Rico)        | Medalla de bronce    | Abierta              |
| 1987                    | Indianápolis (Estados Unidos) | Medalla de plata     | –95 kg               |
| Campeonato Panamericano |                               |                      |                      |
| Año                     | Lugar                         | Medalla              | Categoría            |
| 1980                    | Isla de Margarita (Venezuela) | Medalla de oro       | +95 kg               |
| 1982                    | Santiago de Chile (Chile)     | Medalla de plata     | –95 kg               |
| 1985                    | La Habana (Cuba)              | Medalla de plata     | –95 kg               |